# بولدر سيتي
بولدر سيتي (بالإنجليزية: Boulder City)‏ هي مدينة في مقاطعة كلارك في ولاية نيفادا الأمريكية. وتبعد حوالي 26 ميل (42 كم) جنوب شرق لاس فيغاس. بلغ عدد سكان المدينة 15,023 نسمة حسب تعداد عام 2010. 
بولدر سيتي هي إحدى مدينتين فقط في ولاية نيفادا تحظر القمار (والأخرى هي باناكا). 

## المناخ
يظهر الجدول التالي التغييرات المناخية على مدار السنة لبولدر سيتي:
| البيانات المناخية لـبولدر سيتي    | البيانات المناخية لـبولدر سيتي | البيانات المناخية لـبولدر سيتي | البيانات المناخية لـبولدر سيتي | البيانات المناخية لـبولدر سيتي | البيانات المناخية لـبولدر سيتي | البيانات المناخية لـبولدر سيتي | البيانات المناخية لـبولدر سيتي | البيانات المناخية لـبولدر سيتي | البيانات المناخية لـبولدر سيتي | البيانات المناخية لـبولدر سيتي | البيانات المناخية لـبولدر سيتي | البيانات المناخية لـبولدر سيتي | البيانات المناخية لـبولدر سيتي |
| الشهر                             | يناير                          | فبراير                         | مارس                           | أبريل                          | مايو                           | يونيو                          | يوليو                          | أغسطس                          | سبتمبر                         | أكتوبر                         | نوفمبر                         | ديسمبر                         | المعدل السنوي                  |
| --------------------------------- | ------------------------------ | ------------------------------ | ------------------------------ | ------------------------------ | ------------------------------ | ------------------------------ | ------------------------------ | ------------------------------ | ------------------------------ | ------------------------------ | ------------------------------ | ------------------------------ | ------------------------------ |
| الدرجة القصوى °ف (°م)             | 75 (24)                        | 86 (30)                        | 91 (33)                        | 97 (36)                        | 111 (44)                       | 114 (46)                       | 117 (47)                       | 112 (44)                       | 110 (43)                       | 100 (38)                       | 90 (32)                        | 78 (26)                        | 117 (47)                       |
| متوسط درجة الحرارة الكبرى °ف (°م) | 54.5 (12.5)                    | 59.9 (15.5)                    | 67.6 (19.8)                    | 76.4 (24.7)                    | 85.9 (29.9)                    | 95.9 (35.5)                    | 101.6 (38.7)                   | 99.5 (37.5)                    | 92.6 (33.7)                    | 79.8 (26.6)                    | 64.5 (18.1)                    | 55.6 (13.1)                    | 77.8 (25.4)                    |
| متوسط درجة الحرارة الصغرى °ف (°م) | 38.6 (3.7)                     | 42.3 (5.7)                     | 47 (8)                         | 53.8 (12.1)                    | 61.9 (16.6)                    | 70.4 (21.3)                    | 76.7 (24.8)                    | 75.4 (24.1)                    | 69 (21)                        | 58.5 (14.7)                    | 46.6 (8.1)                     | 39.7 (4.3)                     | 56.7 (13.7)                    |
| أدنى درجة حرارة °ف (°م)           | 11 (−12)                       | 12 (−11)                       | 25 (−4)                        | 31 (−1)                        | 37 (3)                         | 41 (5)                         | 56 (13)                        | 59 (15)                        | 43 (6)                         | 30 (−1)                        | 26 (−3)                        | 9 (−13)                        | 9 (−13)                        |
| الهطول إنش (مم)                   | 0.66 (17)                      | 0.64 (16)                      | 0.66 (17)                      | 0.34 (8.6)                     | 0.18 (4.6)                     | 0.09 (2.3)                     | 0.49 (12)                      | 0.71 (18)                      | 0.51 (13)                      | 0.32 (8.1)                     | 0.43 (11)                      | 0.51 (13)                      | 5.55 (141)                     |
| متوسط تساقط الثلوج إنش (سم)       | 0.6 (1.5)                      | 0.1 (0.25)                     | 0.1 (0.25)                     | 0 (0)                          | 0 (0)                          | 0 (0)                          | 0 (0)                          | 0 (0)                          | 0 (0)                          | 0 (0)                          | 0 (0)                          | 0.1 (0.25)                     | 1 (2.5)                        |
| متوسط أيام هطول الأمطار           | 3                              | 4                              | 4                              | 2                              | 1                              | 1                              | 3                              | 3                              | 2                              | 2                              | 2                              | 3                              | 30                             |
| المصدر: WRCC                      |                                |                                |                                |                                |                                |                                |                                |                                |                                |                                |                                |                                |                                |

## أعلام
- باول ك. فيشر
- لويس ر. دوجلاس
- سكوت دوزير
- جي. موراي سنو